# Svetovni pokal v slalomu na divjih vodah
Svetovni pokal v slalomu na divjih vodah je vsakoletna sezona tekmovanj v kajaku in kanuju na divjih vodah, ki jih organizira Mednarodna kajakaška zveza od leta 1988. Prvotno so bile v programu štiri discipline kanu enosed za moške (C1), kanu dvosed za moške (C2) ter kajak enosed za moške in ženske (K1). Ženske tekme v kanuju enosedu (C1) potekajo od leta 2010, leta 2018 je disciplino C2 za moške zamenjala disciplina C2 mešano, ki potekala le eno leto. Od leta 2018 poteka disciplina kajakaški kros za ženske in moške.

## Zmagovalci svetovnega pokala

### Kanu
| Sezona | C1 moški                   | C1 ženske              | C2 moški                                    | C2 mešano                        |
| ------ | -------------------------- | ---------------------- | ------------------------------------------- | -------------------------------- |
| 1988   | Jon Lugbill (USA)          | –                      | Lecky Haller/Jamie McEwan (USA)             | -                                |
| 1989   | Jon Lugbill (USA)          | -                      | Jérôme Daille/Gilles Lelievre (FRA)         | -                                |
| 1990   | Jon Lugbill (USA)          | -                      | Miroslav Šimek/Jiří Rohan (TCH)             | -                                |
| 1991   | Gareth Marriott (GBR)      | -                      | Miroslav Šimek/Jiří Rohan (TCH)             | -                                |
| 1992   | Martin Lang (GER)          | -                      | Miroslav Šimek/Jiří Rohan (TCH)             | -                                |
| 1993   | Lukáš Pollert (CZE)        | -                      | Miroslav Šimek/Jiří Rohan (CZE)             | -                                |
| 1994   | Gareth Marriott (GBR)      | -                      | Miroslav Šimek/Jiří Rohan (CZE)             | -                                |
| 1995   | Gareth Marriott (GBR)      | -                      | Miroslav Šimek/Jiří Rohan (CZE)             | -                                |
| 1996   | Patrice Estanguet (FRA)    | -                      | Frank Adisson/Wilfrid Forgues (FRA)         | -                                |
| 1997   | Patrice Estanguet (FRA)    | -                      | Frank Adisson/Wilfrid Forgues (FRA)         | -                                |
| 1998   | Michal Martikán (SVK)      | -                      | Roman Štrba/Roman Vajs (SVK)                | -                                |
| 1999   | Stanislav Ježek (CZE)      | -                      | Pavol Hochschorner/Peter Hochschorner (SVK) | -                                |
| 2000   | Michal Martikán (SVK)      | -                      | Pavol Hochschorner/Peter Hochschorner (SVK) | -                                |
| 2001   | Michal Martikán (SVK)      | -                      | Pavol Hochschorner/Peter Hochschorner (SVK) | -                                |
| 2002   | Stefan Pfannmöller (GER)   | -                      | Pavol Hochschorner/Peter Hochschorner (SVK) | -                                |
| 2003   | Tony Estanguet (FRA)       | -                      | Pavol Hochschorner/Peter Hochschorner (SVK) | -                                |
| 2004   | Tony Estanguet (FRA)       | -                      | Pavol Hochschorner/Peter Hochschorner (SVK) | -                                |
| 2005   | Robin Bell (AUS)           | -                      | Jaroslav Volf/Ondřej Štěpánek (CZE)         | -                                |
| 2006   | Michal Martikán (SVK)      | -                      | Pavol Hochschorner/Peter Hochschorner (SVK) | -                                |
| 2007   | Nico Bettge (GER)          | -                      | Pavol Hochschorner/Peter Hochschorner (SVK) | -                                |
| 2008   | Robin Bell (AUS)           | -                      | Pavol Hochschorner/Peter Hochschorner (SVK) | -                                |
| 2009   | David Florence (GBR)       | -                      | Ladislav Škantár/Peter Škantár (SVK)        | -                                |
| 2010   | Matej Beňuš (SVK)          | Cen Nanqin (CHN)       | Ladislav Škantár/Peter Škantár (SVK)        | -                                |
| 2011   | Stanislav Ježek (CZE)      | Rosalyn Lawrence (AUS) | Pavol Hochschorner/Peter Hochschorner (SVK) | -                                |
| 2012   | Alexander Slafkovský (SVK) | Rosalyn Lawrence (AUS) | Pierre Labarelle/Nicolas Peschier (FRA)     | -                                |
| 2013   | Sideris Tasiadis (GER)     | Jessica Fox (AUS)      | Gauthier Klauss/Matthieu Péché (FRA)        | -                                |
| 2014   | Michal Martikán (SVK)      | Kateřina Hošková (CZE) | Ladislav Škantár/Peter Škantár (SVK)        | -                                |
| 2015   | Matej Beňuš (SVK)          | Jessica Fox (AUS)      | Gauthier Klauss/Matthieu Péché (FRA)        | -                                |
| 2016   | Alexander Slafkovský (SVK) | Mallory Franklin (GBR) | Pierre Picco/Hugo Biso (FRA)                | -                                |
| 2017   | Sideris Tasiadis (GER)     | Jessica Fox (AUS)      | Robert Behling/Thomas Becker (GER)          | -                                |
| 2018   | Alexander Slafkovský (SVK) | Jessica Fox (AUS)      | -                                           | Tereza Fišerová/Jakub Jáně (CZE) |
| 2019   | Matej Beňuš (SVK)          | Jessica Fox (AUS)      | -                                           | -                                |
| 2020   | brez                       | brez                   | -                                           | -                                |
| 2021   | Denis Gargaud Chanut (FRA) | Tereza Fišerová (CZE)  | -                                           | -                                |
| 2022   | Nicolas Gestin (FRA)       | Tereza Fišerová (CZE)  | -                                           | -                                |
| 2023   | Luka Božič (SLO)           | Jessica Fox (AUS)      | -                                           | -                                |
| 2024   | Matej Beňuš (SVK)          | Jessica Fox (AUS)      | -                                           | -                                |

### Kajak
| Sezona | K1 moški                 | K1 ženske                 | Kros moški            | Kros ženske              |
| ------ | ------------------------ | ------------------------- | --------------------- | ------------------------ |
| 1988   | Richard Fox (GBR)        | Dana Chladek (USA)        | -                     | -                        |
| 1989   | Richard Fox (GBR)        | Myriam Jerusalmi (FRA)    | -                     | -                        |
| 1990   | Pierpaolo Ferrazzi (ITA) | Myriam Jerusalmi (FRA)    | -                     | -                        |
| 1991   | Richard Fox (GBR)        | Myriam Jerusalmi (FRA)    | -                     | -                        |
| 1992   | Pierpaolo Ferrazzi (ITA) | Štěpánka Hilgertová (TCH) | -                     | -                        |
| 1993   | Scott Shipley (USA)      | Kordula Striepecke (GER)  | -                     | -                        |
| 1994   | Shaun Pearce (GBR)       | Lynn Simpson (GBR)        | -                     | -                        |
| 1995   | Scott Shipley (USA)      | Lynn Simpson (GBR)        | -                     | -                        |
| 1996   | Thomas Becker (GER)      | Lynn Simpson (GBR)        | -                     | -                        |
| 1997   | Scott Shipley (USA)      | Irena Pavelková (CZE)     | -                     | -                        |
| 1998   | Paul Ratcliffe (GBR)     | Štěpánka Hilgertová (CZE) | -                     | -                        |
| 1999   | Paul Ratcliffe (GBR)     | Susanne Hirt (GER)        | -                     | -                        |
| 2000   | Paul Ratcliffe (GBR)     | Elena Kaliská (SVK)       | -                     | -                        |
| 2001   | Thomas Schmidt (GER)     | Elena Kaliská (SVK)       | -                     | -                        |
| 2002   | Fabien Lefèvre (FRA)     | Mandy Planert (GER)       | -                     | -                        |
| 2003   | David Ford (CAN)         | Elena Kaliská (SVK)       | -                     | -                        |
| 2004   | Campbell Walsh (GBR)     | Elena Kaliská (SVK)       | -                     | -                        |
| 2005   | Fabian Dörfler (GER)     | Elena Kaliská (SVK)       | -                     | -                        |
| 2006   | Erik Pfannmöller (GER)   | Elena Kaliská (SVK)       | -                     | -                        |
| 2007   | Fabian Dörfler (GER)     | Jasmin Schornberg (GER)   | -                     | -                        |
| 2008   | Erik Pfannmöller (GER)   | Katrina Lawrence (AUS)    | -                     | -                        |
| 2009   | Peter Kauzer (SLO)       | Jana Dukátová (SVK)       | -                     | -                        |
| 2010   | Daniele Molmenti (ITA)   | Jana Dukátová (SVK)       | -                     | -                        |
| 2011   | Peter Kauzer (SLO)       | Jana Dukátová (SVK)       | -                     | -                        |
| 2012   | Étienne Daille (FRA)     | Urša Kragelj (SLO)        | -                     | -                        |
| 2013   | Sebastian Schubert (GER) | Jana Dukátová (SVK)       | -                     | -                        |
| 2014   | Sebastian Schubert (GER) | Corinna Kuhnle (AUT)      | -                     | -                        |
| 2015   | Peter Kauzer (SLO)       | Corinna Kuhnle (AUT)      | -                     | -                        |
| 2016   | Mathieu Biazizzo (FRA)   | Ricarda Funk (GER)        | -                     | -                        |
| 2017   | Vít Přindiš (CZE)        | Ricarda Funk (GER)        | -                     | -                        |
| 2018   | Jiří Prskavec (CZE)      | Jessica Fox (AUS)         | Pavel Eigel (RUS)     | Martina Wegman (NED)     |
| 2019   | Jiří Prskavec (CZE)      | Jessica Fox (AUS)         | Pedro Goncalves (BRA) | Ashley Nee (USA)         |
| 2020   | brez                     | brez                      | brez                  | brez                     |
| 2021   | Vít Přindiš (CZE)        | Jessica Fox (AUS)         | Vít Přindiš (CZE)     | Caroline Trompeter (GER) |
| 2022   | Jiří Prskavec (CZE)      | Jessica Fox (AUS)         | Vojtěch Heger (CZE)   | Mallory Franklin (GBR)   |
| 2023   | Vít Přindiš (CZE)        | Jessica Fox (AUS)         | Joseph Clarke (GBR)   | Kimberley Woods (GBR)    |
| 2024   | Anatole Delassus (FRA)   | Ricarda Funk (GER)        | Joseph Clarke (GBR)   | Kimberley Woods (GBR)    |

## Naslovi

### Moški
| Uvr. | Tekmovalec                 | Obdobje    | C1 | K1 | Kros | C2 | Skupaj |
| ---- | -------------------------- | ---------- | -- | -- | ---- | -- | ------ |
| 1    | Pavol Hochschorner (SVK)   | 1996–2017  | –  | –  | –    | 10 | 10     |
| 1    | Peter Hochschorner (SVK)   | 1996–2017  | –  | –  | –    | 10 | 10     |
| 3    | Jiří Rohan (CZE)           | 1983–1997  | –  | –  | –    | 6  | 6      |
| 3    | Miroslav Šimek (CZE)       | 1977–1997  | –  | –  | –    | 6  | 6      |
| 5    | Michal Martikán (SVK)      | 1994–danes | 5  | –  | –    | –  | 5      |
| 6    | Vít Přindiš (CZE)          | 2005–danes | –  | 3  | 1    | –  | 4      |
| 6    | Matej Beňuš (SVK)          | 2002–danes | 4  | –  | –    | –  | 4      |
| 8    | Jon Lugbill (USA)          | 1975–1995  | 3  | –  | –    | –  | 3      |
| 8    | Richard Fox (GBR)          | 1977–1993  | -  | 3  | –    | –  | 3      |
| 8    | Gareth Marriott (GBR)      | 1986–1997  | 3  | –  | –    | –  | 3      |
| 8    | Scott Shipley (USA)        | 1988–2004  | -  | 3  | –    | –  | 3      |
| 8    | Paul Ratcliffe (GBR)       | 1990–2004  | -  | 3  | –    | –  | 3      |
| 8    | Ladislav Škantár (SVK)     | 1998–2018  | -  | –  | –    | 3  | 3      |
| 8    | Peter Škantár (SVK)        | 1998–2018  | -  | –  | –    | 3  | 3      |
| 8    | Peter Kauzer (SLO)         | 1999–danes | -  | 3  | –    | –  | 3      |
| 8    | Alexander Slafkovský (SVK) | 1998–2023  | 3  | –  | –    | –  | 3      |
| 8    | Jiří Prskavec (CZE)        | 2008–danes | -  | 3  | –    | –  | 3      |
| 18   | Pierpaolo Ferrazzi (ITA)   | 1987–2005  | –  | 2  | –    | –  | 2      |
| 18   | Patrice Estanguet (FRA)    | 1990–2004  | 2  | –  | –    | –  | 2      |
| 18   | Frank Adisson (FRA)        | 1989–2000  | –  | –  | –    | 2  | 2      |
| 18   | Wilfrid Forgues (FRA)      | 1989–2000  | –  | –  | –    | 2  | 2      |
| 18   | Tony Estanguet (FRA)       | 1994–2012  | 2  | –  | –    | –  | 2      |
| 18   | Fabian Dörfler (GER)       | 2001–2014  | –  | 2  | –    | –  | 2      |
| 18   | Robin Bell (AUS)           | 1997–2009  | 2  | –  | –    | –  | 2      |
| 18   | Erik Pfannmöller (GER)     | 2001–2008  | –  | 2  | –    | –  | 2      |
| 18   | Stanislav Ježek (CZE)      | 1994–2017  | 2  | –  | –    | –  | 2      |
| 18   | Sebastian Schubert (GER)   | 2004–2019  | –  | 2  | –    | –  | 2      |
| 18   | Gauthier Klauss (FRA)      | 2003–2018  | –  | –  | –    | 2  | 2      |
| 18   | Matthieu Péché (FRA)       | 2003–2018  | –  | –  | –    | 2  | 2      |
| 18   | Sideris Tasiadis (GER)     | 2005–danes | 2  | –  | –    | –  | 2      |
| 18   | Joseph Clarke (GBR)        | 2009–danes | –  | –  | 2    | –  | 2      |

### Ženske
| Uvr. | Tekmovalka                 | Obdobje     | C1 | K1 | Kros | C2 mešano | Skupaj |
| ---- | -------------------------- | ----------- | -- | -- | ---- | --------- | ------ |
| 1    | Jessica Fox (AUS)          | 2008–danes  | 7  | 5  | –    | –         | 12     |
| 2    | Elena Kaliská (SVK)        | 1988–2019   | –  | 6  | –    | –         | 6      |
| 3    | Jana Dukátová (SVK)        | 1999–2021   | –  | 4  | –    | –         | 4      |
| 4    | Myriam Fox-Jerusalmi (FRA) | 1979–1996   | –  | 3  | –    | –         | 3      |
| 4    | Lynn Simpson (GBR)         | 1988–1997   | –  | 3  | –    | –         | 3      |
| 4    | Tereza Fišerová (CZE)      | 2013–danes  | 2  | –  | –    | 1         | 3      |
| 4    | Ricarda Funk (GER)         | 2008–danes  | –  | 3  | –    | –         | 3      |
| 8    | Štěpánka Hilgertová (CZE)  | 1988–2017   | –  | 2  | –    | –         | 2      |
| 8    | Rosalyn Lawrence (AUS)     | 2006–2019   | 2  | –  | –    | –         | 2      |
| 8    | Corinna Kuhnle (AUT)       | 2002–danes  | –  | 2  | –    | –         | 2      |
| 8    | Mallory Franklin (GBR)     | 2010–danes  | 1  | –  | 1    | –         | 2      |
| 8    | Kimberley Woods (GBR)      | 20118–danes | –  | –  | 2    | –         | 2      |

## Zmage

### Moški
| Uvr. | Tekmovalec               | Obdobje    | C1 | K1 | Kros | C2 | Skupaj |
| ---- | ------------------------ | ---------- | -- | -- | ---- | -- | ------ |
| 1    | Pavol Hochschorner (SVK) | 1996–2017  | –  | –  | –    | 30 | 30     |
| 1    | Peter Hochschorner (SVK) | 1996–2017  | –  | –  | –    | 30 | 30     |
| 3    | Michal Martikán (SVK)    | 1994–danes | 20 | –  | –    | –  | 20     |
| 4    | Jiří Rohan (CZE)         | 1983–1997  | –  | –  | –    | 19 | 19     |
| 4    | Miroslav Šimek (CZE)     | 1977–1997  | –  | –  | –    | 19 | 19     |
| 6    | Tony Estanguet (FRA)     | 1994–2012  | 18 | –  | –    | –  | 18     |
| 7    | Peter Kauzer (SLO)       | 1999–danes | -  | 13 | –    | –  | 13     |
| 8    | Frank Adisson (FRA)      | 1989–2000  | –  | –  | –    | 11 | 11     |
| 8    | Wilfrid Forgues (FRA)    | 1989–2000  | –  | –  | –    | 11 | 11     |
| 8    | Paul Ratcliffe (GBR)     | 1990–2004  | -  | 11 | –    | –  | 11     |
| 8    | Scott Shipley (USA)      | 1988–2004  | -  | 11 | –    | –  | 11     |

### Ženske
| Uvr. | Tekmovalka                 | Obdobje    | C1 | K1 | Kros | C2 mešano | Skupaj |
| ---- | -------------------------- | ---------- | -- | -- | ---- | --------- | ------ |
| 1    | Jessica Fox (AUS)          | 2008–danes | 33 | 17 | 1    | –         | 52     |
| 2    | Štěpánka Hilgertová (CZE)  | 1988–2017  | –  | 19 | –    | –         | 19     |
| 3    | Elena Kaliská (SVK)        | 1988–2019  | –  | 14 | –    | –         | 14     |
| 4    | Ricarda Funk (GER)         | 2008–danes | –  | 11 | –    | –         | 11     |
| 4    | Mallory Franklin (GBR)     | 2010–danes | 7  | 1  | 3    | –         | 11     |
| 6    | Lynn Simpson (GBR)         | 1988–1997  | –  | 10 | –    | –         | 10     |
| 7    | Jana Dukátová (SVK)        | 1999–2021  | –  | 9  | –    | –         | 9      |
| 8    | Mandy Planert (GER)        | 1992–2008  | –  | 8  | –    | –         | 8      |
| 8    | Maialen Chourraut (ESP)    | 2000–danes | –  | 8  | –    | –         | 8      |
| 10   | Myriam Fox-Jerusalmi (FRA) | 1979–1996  | –  | 7  | –    | –         | 7      |

## Prizorišča
| Prizorišče | Tekme |
| --- | ----- |
| Augsburg | 23    |
| Tacen | 19    |
| La Seu d'Urgell Praga | 18    |
| Bratislava | 8     |
| Penrith | 6     |
| Bourg-Saint-Maurice Ocoee | 5     |
| Pau Wausau | 4     |
| Mezzana Minden Merano Liptovský Mikuláš Atene Mangahao Markkleeberg Ivrea | 3     |
| Nottingham Lofer L'Argentière-la-Bessée Cardiff Lee Valley Krakov | 2     |
| Savage River Réal Murupara Launceston Asahi Três Coroas Björbo Saint-Pé-de-Bigorre Goumois Guangžou Tibagi Naein-čun Kern River Madawaska Žangdžiadžie Foz do Iguaçu Sagana Charlotte Nahon Najok Kananaskis Šiasi Rio de Janeiro | 1     |